# 黄山杜鹃
黄山杜鹃（学名：Rhododendron maculiferum ssp. anhweiense）为杜鹃花科杜鹃花属下的一个亚种。

## 扩展阅读
- 維基物種上的相關：黄山杜鹃